# Ingrid Nilsson
Ingrid Magnhild Nilsson, även känd som Ingrid Nilsson Munkeby född 1929 i Mollösund, är en svensk målare och grafiker.
Nilsson studerade akvarellmålning vid Gerlesborgsskolan och grafik vid Ölands folkhögskola samt under ett antal studieresor till bland annat Irland, Spanien, Marocko och Malta. Separat ställde hon ut i Höganäs, Uddevalla och Trollhättan samt i ett flertal jurybedömda samlingsutställningar. Bland hennes offentliga arbeten märks en utsmyckning för Sveriges Television. Nilsson är representerad vid Orusts kommun, Marks kommun samt i Älvsborgs och Bohusläns landsting. 